# Колісниченко Вадим Іванович
Вадим Колісниченко (псевдонім — Араміс; нар. 3 червня 1977, Київ) — барабанщик, учасник гурту «Скрябін» з 2004 року.

## Життєпис
Народився Вадим Колісниченко 3 червня 1977 року в Києві.
За спеціальністю — залізничник.
Грав у «O.Torvald», «Скрябін», «Росава», «Фактично самі», «НеДіля», «Спалахнув Шифер», «Станція Мир».